# Eva Rieger

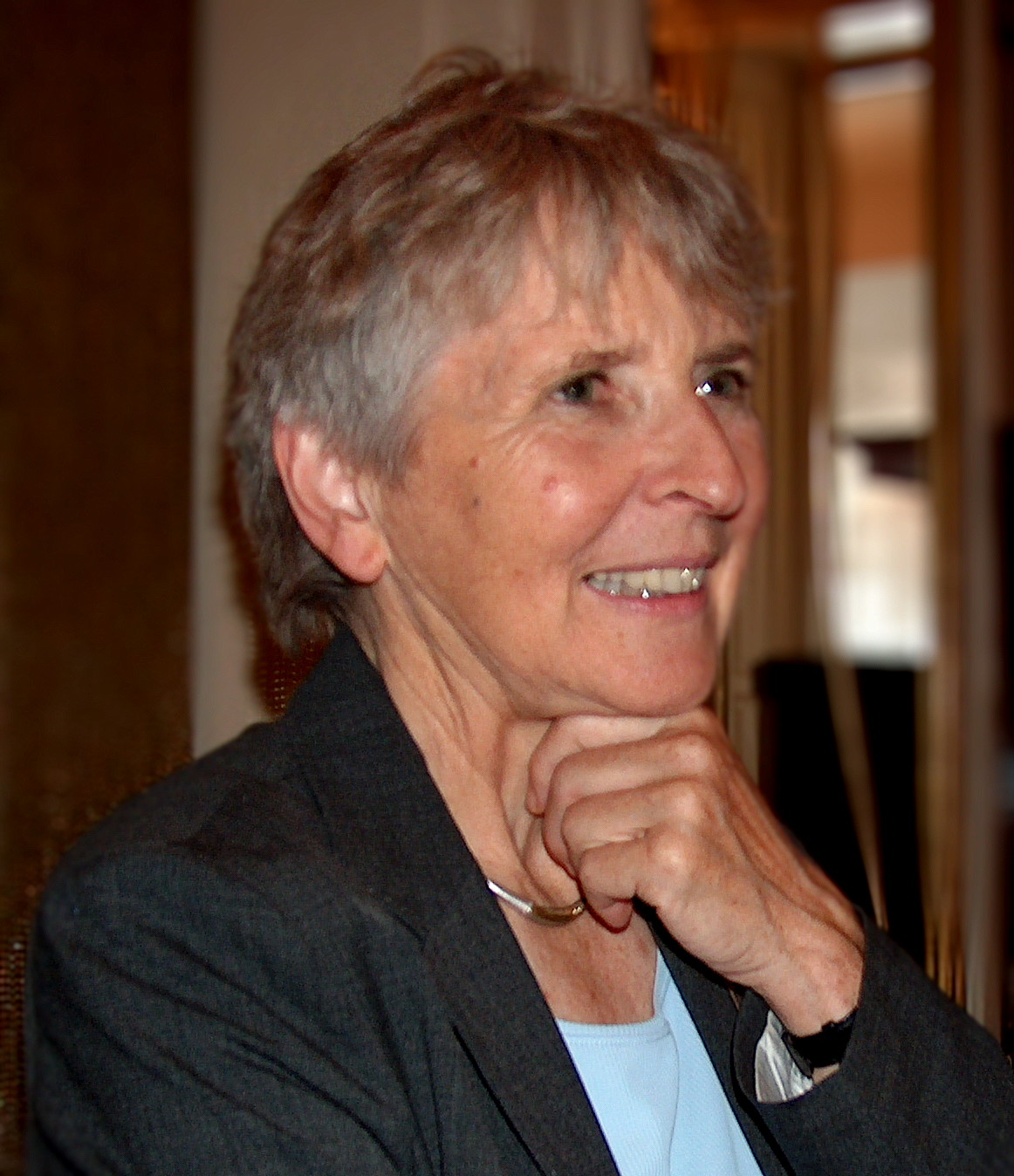
Eva Rieger (2010)

Eva Rieger (* 21. November 1940 im Internierungslager für in Großbritannien lebende Deutsche auf der Isle of Man in der Irischen See) ist eine deutsche Musikwissenschaftlerin und Genderforscherin. Sie hat zeitgleich mit Eva Weissweiler als eine der Ersten nach Sophie Drinker († 1967) die Sozial- und Kulturgeschichte der Frau in der Musikkultur aufgearbeitet. Zusammen mit der deutsch-schweizerischen Mäzenin Mariann Steegmann (1939–2001) entwickelte sie die Idee einer Stiftung zur Förderung von Frauen in Musik und Kunst (Mariann-Steegmann-Foundation). Im Jahr 2012 wurde sie zur Ehrensenatorin der Hochschule für Musik und Theater Hamburg ernannt.

## Leben
Eva Rieger lebte als Tochter des deutschen Pfarrers Dr. Julius Rieger und der Bibliothekarin Johanna Rieger, geborene Krüger, in London und zog 1953 nach Berlin. Sie studierte Musikpädagogik, Musikwissenschaft und Anglistik an der Hochschule für Musik und der Freien Universität Berlin und wurde 1976 an der Technischen Universität Berlin mit einer Arbeit über die Musikpädagogik in der DDR promoviert. Von 1978 bis 1991 war sie Akademische Rätin an den Universitäten Göttingen und Hildesheim; ab 1991 bis 2000 Professorin für Historische Musikwissenschaft (Schwerpunkt Sozialgeschichte der Musik) am Institut für Musikpädagogik der Universität Bremen. Von 1988 bis 1992 war sie Beiratsmitglied der Zeitschrift Feministische Studien. Ab 1978 gehörte Eva Rieger auch dem Internationalen Arbeitskreis Frau und Musik e. V. um Elke Mascha Blankenburg an, der das Archiv Frau und Musik ins Leben rief. 1981 wurde sie zu dessen 2. Vorsitzenden gewählt und förderte seitdem die Voranbringung dieser bedeutenden Forschungsstätte.
Rieger hielt Vorträge in den USA, Kanada, Japan und Europa. 1996 war sie Mitbegründerin der Sektion „Frauen- und Geschlechterforschung“ in der Deutschen Gesellschaft für Musikforschung. Sie nahm an mehreren Tagungen „Feminist Theory and Music“ in den USA teil und war dabei Mitglied in Jurys. 2000 wurde die Mariann Steegmann Foundation von Mariann Steegmann in Zusammenarbeit mit Eva Rieger gegründet. Diese Stiftung betreibt das „Mariann Steegmann Institut Kunst & Gender“ an der Universität Bremen und das „Forschungszentrum Musik und Gender“ an der Hochschule für Musik, Theater und Medien Hannover. 2009 war sie Corresponding Member der American Musicological Society.
Eva Rieger war maßgeblich an der Gründung und Förderung verschiedener bedeutender Einrichtungen beteiligt, darunter das Sophie Drinker Institut in Bremen (gegründet 2001 als freies Forschungsinstitut), das Forschungszentrum Musik und Gender an der Hochschule für Musik, Theater und Medien Hannover (gegründet 2006) sowie die Internetplattform Musik und Gender im Internet (gegründet 2001) an der Hochschule für Musik und Theater Hamburg.

## Forschung
Eva Rieger war die Erste, die im Zuge der Frauenbewegung eine musikwissenschaftliche Untersuchung über die Benachteiligung der Frau in der deutschen Musikkultur schrieb (Frau, Musik und Männerherrschaft). Ihr Arbeitsschwerpunkt ist neben der Filmmusik, der Musikpädagogik, dem Leben und Werk des Komponisten Richard Wagners vor allem die Genderforschung in der Musikkultur, wobei sie nicht nur für die Gleichstellung der Frau auf allen Ebenen der Musikkultur plädiert, sondern ihre Analysen auch auf die Musik selbst überträgt, was in der traditionellen Musikwissenschaft nicht unstrittig ist. Sie hat mehrere Bücher sowie zahlreiche Artikel veröffentlicht, u. a. in Die Musikforschung, Archiv für Musikwissenschaft, Feministische Studien. Ihre Bücher erschienen in Großbritannien, Schweden, Japan und Südkorea. 

## Auszeichnungen
Für ihre „bedeutenden musikwissenschaftlichen Publikationen“ erhielt Eva Rieger auf der Jahrestagung der American Musicological Society (AMS) 2009 die Ehrenmitgliedschaft.  Für ihre Verdienste um Musik, Kultur und Gleichberechtigung wurde Eva Rieger als eines der "wichtigen Vorbilder für die Menschen in unserem Land" am 9. April 2024 vom Bundespräsidenten mit dem Bundesverdienstkreuz ausgezeichnet.

## Schriften (Auswahl)
- Schulmusikerziehung in der DDR. Diesterweg, Frankfurt am Main 1977, ISBN 978-3-425-03767-7. Zugleich Dissertation Technische Universität Berlin 1976.
- als Hrsg.: Frau und Musik. Frankfurt/M. 1980, 2. Aufl. Kassel 1989
- Maria Anna Mozart (1751–1829): „Ich habe mit recht verwundert, daß Du so schön componiren kanst“. In: Luise F. Pusch: Schwestern berühmter Männer: Zwölf biographische Portraits. Insel, Frankfurt am Main 1985 (= Insel Taschenbuch. Band 796), S. 123–154.
- Frau, Musik und Männerherrschaft. Zum Ausschluß der Frau aus der deutschen Musikpädagogik, Musikwissenschaft und Musikausübung. Ullstein, Berlin  1981, 2. Aufl. Kassel 1988. Japanische Übersetzung 1985, koreanische Übersetzung 1988.
- Friedenserziehung im Musikunterricht. Regensburg 1987, ISBN 3-7649-2318-0
- als Hrsg.: Ein stürmischer Winter. Erinnerungen einer streitbaren Komponistin (Ethel Smyth). Bärenreiter, Kassel 1988 (ISBN 3-7618-0923-9).
- Nannerl Mozart. Leben einer Künstlerin im 18. Jahrhundert. Frankfurt 1990. Überarb. Ausgabe 2005. Schwed. Übersetzung 1992.
- Alfred Hitchcock und die Musik. Eine Untersuchung zum Verhältnis von Film, Musik und Geschlecht. Bielefeld 1996, ISBN 978-3-893702367.
- als Hrsg. mit Monica Steegmann: Frauen mit Flügel. Lebensberichte berühmter Pianistinnen. Frankfurt/M. 1996.
- als Hrsg. mit Gabriele Busch-Salmen: Frauenstimmen, Frauenrollen in der Oper und Frauen-Selbstzeugnisse. Herbolzheim 2000.
- als Hrsg.: „Mit tausend Küssen Deine Fillu“. Briefe der Sängerin Marie Fillunger an Eugenie Schumann 1875–1893. Köln 2002.
- als Hrsg. mit Monica Steegmann: Göttliche Stimmen. Lebensberichte berühmter Sängerinnen von Elisabeth Mara bis Maria Callas. Frankfurt am Main 2002.
- Minna und Richard Wagner. Stationen einer Liebe. Düsseldorf 2003
- Leuchtende Liebe, lachender Tod. Richard Wagners Bild der Frau im Spiegel seiner Musik. Düsseldorf 2009, Olms 2023 (ISBN 978-3758202650).
- mit Hiltrud Schroeder: Ein Platz für Götter. Richard Wagners Wanderungen in der Schweiz. Köln 2009
- Friedelind Wagner. Die rebellische Enkelin Richard Wagners. München/Zürich 2012
  - englisch: Friedelind Wagner: Richard Wagner's Rebellious Granddaughter (2013)
- Frida Leider – Sängerin im Zwiespalt ihrer Zeit. Unter Mitarbeit von Peter Sommeregger. Vorwort Stephan Mösch. Olms, 2016, ISBN 978-3-487-08579-1
- Isolde. Richard Wagners Tochter: Eine unversöhnliche Familiengeschichte. Insel, Berlin 2022, ISBN 978-3-458-64292-3.
- als Hrsg.: „Meine alte, treue Liebe“. Richard und Minna Wagner: Briefwechsel. Olms, Hildesheim 2024, ISBN 978-3-758-20264-3.